# Mercenary
Mercenary es una banda de Dinamarca de death metal melódico formada en 1991.

## Historia
Mercenary se formó en Aalborg, Dinamarca, en 1991. Después de lanzar dos demos, Domicile (1993) and Gummizild (1994), firmaron con Black Day records, y lanzaron un EP de cuatro canciones, Supremacy (1996). En 1997 firmaron con Danish Label, y en 1998 lanzan su debut, First Breath.
En el 2002, la banda decide expandir su sonido con la adición del vocalista Mikkel Sandager y se introdujo teclados a las canciones. Esta nueva formación le dio nuevas dimensiones a su sonido, haciéndolo más melódico dentro del mismo estilo pesado y agresivo.
La fama de Mercenary creció el año en el que se unieron al ProgPower music festival en Estados Unidos, y lanzaron su segundo álbum, Everblack. Esto fue después de que la banda despidiera a su baterista Rasmus Jacobsen, por invertir más tiempo en otros proyectos. Durante este tiempo, el guitarrista Signar Petersen también deja la banda por razones personales. Dos viejos amigos de Kral (el baterista Mike Park Nielson y Martin Buus Pedersen) se unen al grupo, y con esta formación firman con Century Media.
En el 2004, Mercenary lanza su tercer álbum, 11 Dreams, el cual recibió mucha más atención internacional, un álbum muy variado y muy trabajado, en el que se puede contemplar el gran talento con el que cuentan. Se destacan temas como Firesoul y Loneliness. En el 2005 tocaron en Wacken.
Fue a finales de marzo del 2006, que se anuncia que Kral deja la banda. Mikkel Sandager dijo en una entrevista que Kral deja la banda para dedicarle más tiempo a su familia, y que piensa que ya hizo suficiente por la banda por 15 años.
La banda empieza a escribir y grabar su cuarto álbum, con Mikkel Sandager en vocales. El 7 de abril de 2006, terminan de grabar. Poco tiempo después se une el vocalista y bajista René Pedersen a ocupar el lugar de Kral.
El 1 de agosto de 2006, lanzan una recopilación de sus demos, titulado Retrospective, y el 22 de agosto lanzan su nuevo álbum, The Hours that Remain en el cual se destacan canciones como My world is ending y Redefine me.
En septiembre del 2006, Mercenary se une a otras bandas como Evergrey, Epica, y Jørn Lande en el festival ProgPower USA.
El 20 de diciembre de 2007, la banda anuncia el título de su nuevo álbum, Architect of Lies. Álbum que sale a la luz pública en 2008 como una muestra más del asombroso talento de la banda.
El 14 de febrero de 2011 es liberado en su totalidad el sexto álbum de la banda, Metamorphosis, del cual se destaca Through The Eyes Of The Devil y The Follower.

## Miembros
- Martin Buus - Guitarra
- Jakob Mølbjerg - Guitarra
- René Pedersen - Bajo, Vocales
- Martin Nielsen - Batería

### Anteriores
- Henrik "Kral" Andersen - Bajo, Vocales
- Morten Sandager - Teclados
- Rasmus Jacobsen - Batería
- Signar Petersen - Guitarra
- Nikolaj Brinkman - Guitarra
- Jakob Johnsen - Batería
- Mikkel Sandager - Vocales
- Mike Park Nielsen - Batería
- Morten Løwe Sørensen - Batería
- Peter Mathiesen - Batería

## Discografía

### Álbumes
- First Breath (1998)
- Everblack (2002)
- 11 Dreams (2004)
- The Hours that Remain (2006)
- Architect of Lies (2008)
- Metamorphosis (2011)
- Through Our Darkest Days (2013)
- Soundtrack For The End Times (2023)

### EP
- Supremacy (1996)

### Recopilaciones
- Retrospective (2006)

### Demos
- Domicile (1993)
- Gummizild (1994)